# Fonem
Fonem – podstawowa jednostka struktury fonologicznej mowy. Jest różnorodnie definiowany, ale zwykle o jego wyróżnianiu ma decydować rozróżnianie dzięki niemu znaczenia wyrazów. Fonem jest pojęciem abstrakcyjnym, realizowanym w rzeczywistej mowie przez głoski. Różne głoski będące realizacjami jednego fonemu to alofony.
W literaturze językoznawczej przyjęto konwencję, w której fonemy zapisywane są między tworzącymi nawias ukośnikami, np. /t/, a alofony, czyli rzeczywiste głoski w nawiasach kwadratowych, np. [t].
W różnych teoriach językoznawczych zarówno sam termin fonem, jak i pojęcie podstawowej jednostki fonologicznej były definiowane w różny sposób. Rozbudowany system pojęć związanych z fonemem funkcjonował w strukturalizmie, podczas gdy w modelach generatywnych reprezentacja fonemiczna została zastąpiona przez reprezentację fonologiczną.
Jedno z ujęć przedstawia fonem jako grupę podobnych do siebie głosek, która jest odróżnialna od pozostałych grup. Za psychologicznym i abstrakcyjnym ujęciem fonemu przemawia fakt, że użytkownicy języka zwykle nie zdają sobie sprawy ze zróżnicowania allofonów, które wymawiają, i są przeświadczeni, że są to te same głoski. Jest to związane również z pismem alfabetycznym, gdzie zwykle jedna litera odpowiada kilku podobnym głoskom, z reguły będącym allofonami jednego fonemu. Przykładowo w polskim alfabecie istnieją odrębne litery dla fonemów /t/ i /d/, nie ma natomiast zróżnicowania w piśmie dla głoski d wymawianej zębowo czy dziąsłowo. Tymczasem fonemy intuicyjnie bywają kojarzone z grafemami. Cechy odróżniające od siebie fonemy nazywane są cechami dystynktywnymi, a różnica charakteryzująca te cechy nazywana jest opozycją.
Ponieważ fonem jest bytem abstrakcyjnym realizowanym przez zbiór allofonów, nie można go wymówić, gdyż wymagałoby to równoczesnego wymówienia wielu głosek naraz.
Oprócz zestawów fonemów typowych dla danego języka mogą pojawić się w nim, na skutek procesów fonostylistycznych fonemy rezerwowe (potencjalne). Za taki fonem w języku polskim może być w niektórych modelach fonologicznych uznana szwa, nieuznawana za fonem typowy dla tego języka, ale pojawiająca się w nim w mowie szybkiej. 

## Historyczne ujęcia
Samo słowo fonem ma źródłosłów grecki od słowa φωνή, czyli ‘głos’, a ukuł je we francuskiej formie phonème Antoni Dufriche-Desgenettes około 1865 roku. Szerzej znane stało się, gdy wygłosił referat na konferencji językoznawczej w 1873 roku. U niego był to przekład funkcjonującego terminu niemieckiego Sprachlaut i oznaczało mniej więcej to, co głoska. Termin ten upowszechnił Louis Havet, a następnie, w 1879 roku, przejął Ferdinand de Saussure, zmieniając znaczenie na bardziej abstrakcyjne. Jego ujęcie było diachroniczne, związane z fonologiczną ewolucją języków, przy czym nie było w pełni konsekwentne.
W językoznawstwie utrwaliło się znaczenie synchroniczne, które pojęciu fonem nadał Mikołaj Kruszewski, ostatecznie odróżniając je od głoski w roku 1879 lub 1880 i rozpowszechnił Jan Baudouin de Courtenay. U tego ostatniego fonem oznacza najmniejszą jednostkę foniczną będącą podstawą regularnych alternacji, choć z czasem przyjął on podejście psychologistyczne. Zgodnie z nim fonem ma być psychologicznym ekwiwalentem głoski, czyli jej psychicznym wyobrażeniem, które może być realizowane przez różne głoski, w zależności od zmienności diachronicznej i synchronicznej języka. Obaj ci naukowcy byli przedstawicielami tzw. szkoły kazańskiej. Baudouin de Courtenay jest uważany za prekursora mentalizmu. W ich pracach podkreślono, że głoski mają pewne akustyczne cechy fizyczne, podczas gdy fonemy są bytami abstrakcyjnymi, które należy rozróżniać przez te cechy, które zmieniają znaczenie. 
Wraz z rozwojem fonologii i jej rozdziałem z fonetyką wzmocniło się powyższe podejście, przy jednoczesnym odrzuceniu roli psychologicznej na rzecz cech strukturalnych. Jeden z przedstawicieli szkoły praskiej, Roman Jakobson, zdefiniował fonem jako wiązkę cech dystynktywnych. W definiowaniu fonemu zatem zgodnie z tą szkołą należy zestawiać pary minimalne, takie jak prać i brać, gdzie różnica między p a b przesądza o różnym znaczeniu całych słów. Różnice te to może być dźwięczność (jak w parze kra i gra) czy miejsce artykulacji (jak w przypadku słów pory, tory i kory). Nikołaj Trubieckoj jako trzy główne warunki wyróżniania fonemów podał:
- jeżeli dwie głoski w tym samym kontekście fonologicznym można wzajemnie zastąpić, nie zmieniając znaczenia, są to fakultatywne warianty tego samego fonemu;
- jeżeli zamiana dwóch głosek powoduje zmianę znaczenia lub powstanie nieistniejącego słowa, głoski te są realizacjami różnych fonemów;
- jeżeli dwie głoski o podobnych cechach artykulacyjnych i akustycznych nigdy nie występują w tym samym kontekście, są to kombinatoryczne warianty tego samego fonemu. Warunek podobieństwa eliminuje uznanie za wariantywne realizacje tego samego fonemu głosek [h] i [ŋ] w języku angielskim, których dystrybucja jest wzajemnie wykluczająca się[13].

Zatem w strukturalizmie przyjmowano definicję mówiącą, że fonem jest najmniejszą segmentalną (linearną) jednostką dystynktywną mowy. W świetle tego niektórzy przedstawiciele tego nurtu dyftongi, długie samogłoski i afrykaty traktowali jako zestawienia dwóch fonemów.
Powyższe ujęcie fonemu rodzi problemy interpretacyjne, gdy cecha dystynktywna między dwoma fonemami zanika w pewnym kontekście. Przykładowo, w słowie chleb fonem /b/ jest realizowany jako [p]. Zasada „raz fonemem – zawsze fonemem”, mówiąca, że coś, co jest fonemem w jednym przypadku, musi być fonemem w innych, jest typowa dla strukturalizmu. Skoro nie ma wątpliwości, że w języku polskim fonemy /p/ i /b/ są odrębne, w tym przypadku w strukturalizmie przyjmowano, że w tym słowie w istocie występuje fonem /p/. Aby uniknąć problemów wynikających z tego, że w słowie chleb fonem zapisywany przez literę „b” jest inny niż analogiczny fonem w słowie chlebek, gdzie występuje fonem /b/, Trubieckoj wprowadził pojęcie archifonem. W podanym przykładzie zgodnie z tą definicją występuje archifonem P charakteryzowany tylko przez dwie cechy – spółgłoska zwarta i spółgłoska wargowa. Archifonem taki reprezentuje neutralizację cechy dźwięczności, która tworzy kontrast między fonemami /p/ i /b/. Neutralizacja taka może zachodzić tylko wobec cech przybierających dwie wartości (np. dźwięczna – bezdźwięczna), natomiast nie wobec cech przybierających więcej wartości (np. wargowa, zębowa, welarna), zatem nie ma archifonemu łączącego fonemy /p/ i /k/.
Kolejnym pojęciem postulowanym przez szkołę praską jest morfofonem, czyli jednostka bardziej złożona, składająca się z fonemów podlegających alternacji w danym morfemie, wraz z ich kontekstami. Przykładowo, w morfemie mrok ostatnim fonemem może być [k], [k'] lub [č].
Inną próbą rozwiązania tego problemu na gruncie strukturalizmu było przyjęcie przez Bernarda Blocha koncepcji częściowego nakładania się fonemów. Co prawda, co do zasady allofon może reprezentować tylko jeden fonem, ale pewnych przypadkach dopuszczalne jest częściowe nakładanie się fonemów, tj. jeden z allofonów danego fonemu może być identyczny z jednym z allofonów innego, jeżeli występują w odmiennych kontekstach.
Stosunkowo podobne do mentalnego podejścia szkoły praskiej reprezentował Edward Sapir. W jego ujęciu również dany fonem ma podłoże w psychice i może być realizowany różnie w zależności od kontekstu. Zatem angielskie /t/ jest zwykle realizowane jako spółgłoska dziąsłowa (spółgłoska zwarta dziąsłowa bezdźwięczna), ale zawsze jest wymawiane jako spółgłoska zębowa przed frykatywami zębowymi (np. w słowie eighth), jako zadziąsłowa przed zadziąsłowymi (np. w country) czy podniebienno-dziąsłowa przed podniebienno-dziąsłowymi (np. w zbitce that chair). Mimo to, zawsze są to allofony tego samego /t/, pojawiające się w ściśle określonych kontekstach, wzajemnie się wykluczających, a więc komplementarnych. Natomiast mogą wystąpić również allofony fakultatywne, w tym samym kontekście, co ma miejsce, gdy /t/ na końcu wyrazu może być wymawiane jako [t] lub [ʔ].
Odmienne od fonologicznego podejście przyjął Daniel Jones, dla którego o wyróżnianiu fonemu decydują podobieństwa fonetyczne dźwięków, a nie cechy fonologiczne (dystynktywne). W amerykańskim strukturalizmie ukształtowanym przez Leonarda Bloomfielda również przeważało podejście odrzucające mentalizm i definiujące fonemy na podstawie klas cech dźwiękowych, jednak także podkreślające abstrakcyjny ich charakter. Wyjątkiem były poglądy Sapira. Amerykańscy strukturaliści odrzucali również koncepcję archifonemu.
Podejście Jonesa było krytykowane przez innych strukturalistów, którzy twierdzili, że część z wyróżnianych przez niego fonemów to w istocie zbitki kilku fonemów, a za ich wyróżnianiem przemawia jedynie tradycja związana z pisownią. W tym modelu występuje hierarchia jednostek dystynktywnych: fonem – jednostka minimalna, centrem jednostka dystynktywna zbudowana z jednego lub kilku fonemów, tworząca centrum sylaby, marginem jednostka dystynktywna zbudowana z jednego lub kilku fonemów, tworząca margines sylaby, sylabem jednostka dystynktywna zbudowana z jednego lub kilku fonemów, tworząca całą sylabę. W tym systemie zaproponowane przez Jonesa i Gimsona 20 fonemów samogłoskowych Received Pronunciation to w istocie centremy.
Zupełnie odmienne podejście od językoznawstwa strukturalistycznego przyjęto w modelu generatywnym. W celu uniknięcia sprzecznych z intuicją wniosków, że pary polskich słów takie jak grad i grat, będąc homofonami, mają dokładnie taką samą reprezentację fonemiczną, tj. /grat/, pojęcie to zastąpiono przez reprezentację fonologiczną. W tej reprezentacji słowa te wyglądają odmiennie: /grad/ i /grat/ i dopiero fonologiczna reguła ubezdźwięczniania spółgłosek przed pauzą powoduje, że reprezentacja fonetyczna w obu przypadkach wygląda tak samo: [grat]. W praktyce oznacza to, że fonemy w rozumieniu fonologii generatywnej często odpowiadają morfofonemom w rozumieniu szkoły praskiej.
W językoznawstwie kognitywnym niektórzy badacze postulują wyróżnianie dystynktywnych klas dla dźwięków zbliżonych do tradycyjnego pojęcia fonemu, podczas gdy inni twierdzą, że głoski podporządkowane są ich znaczeniu w całych słowach. Związane jest to z zacieraniem różnic między współczesną fonologią a fonetyką w takich modelach, jak exemplar phonology, zatem skoro dźwięki mowy tworzą akustyczne kontinuum, zgodnie z tym podejściem również ich fonologiczne reprezentacje powinna charakteryzować ciągłość. Modele zachowujące wyróżnianie fonemów zakładają, że użytkownicy języka przechowują w umyśle fonemy jako abstrakcyjne, schematyczne reprezentacje wszystkich ich allofonów, przy czym w mowie są one modyfikowane przez kontekst fonetyczny. Taki wyabstrahowany od rzeczywistych głosek fonem jest prototypem, a poszczególne rzeczywiste allofony są do niego porównywane. W exemplar phonology zakładane jest, że fonem odpowiada najczęstszym zachowywanym w umyśle przykładom dźwięków.

## Fonemy języka polskiego
W zależności od przyjętych kryteriów w języku polskim liczba fonemów bywa określana od 31 do 42. Kontrowersje dotyczą głównie statusu spółgłosek wargowych miękkich, które mogą być uznawane za fonemy (np. /p’/) lub zbitki fonemów (np. /p/+/j/) i samogłosek nosowych, a nawet spółgłosek zwarto-szczelinowych. Od czasów Baudouina de Courtenay istnieje również spór, czy w języku polskim i oraz y są odrębnymi fonemami, czy też różnymi allofonami tego samego fonemu, a ich wymowa zależy od miękkości spółgłoski poprzedzającej.
Jan Baudouin de Courtenay wyróżniał następujące fonemy języka polskiego:
p, b, m, f, w, t, d, n, s, z, c, dz, ł, sz, ż, cz, dż, r, k, g, ch, j, p', b', m', f', w', (t'), (d'), ń, ś, ź, ć, dź, l, k', g', ch', u, o, ą wymawiane õ, a, ą wymawiane ã, i, e, ę, rz odróżniające się od ż lub sz tylko w gwarach.